# Saint-Michel-les-Portes
Pour les articles homonymes, voir Saint-Michel.
Saint-Michel-les-Portes est une commune française située dans le département de l'Isère en région Auvergne-Rhône-Alpes.

## Géographie

### Situation et description

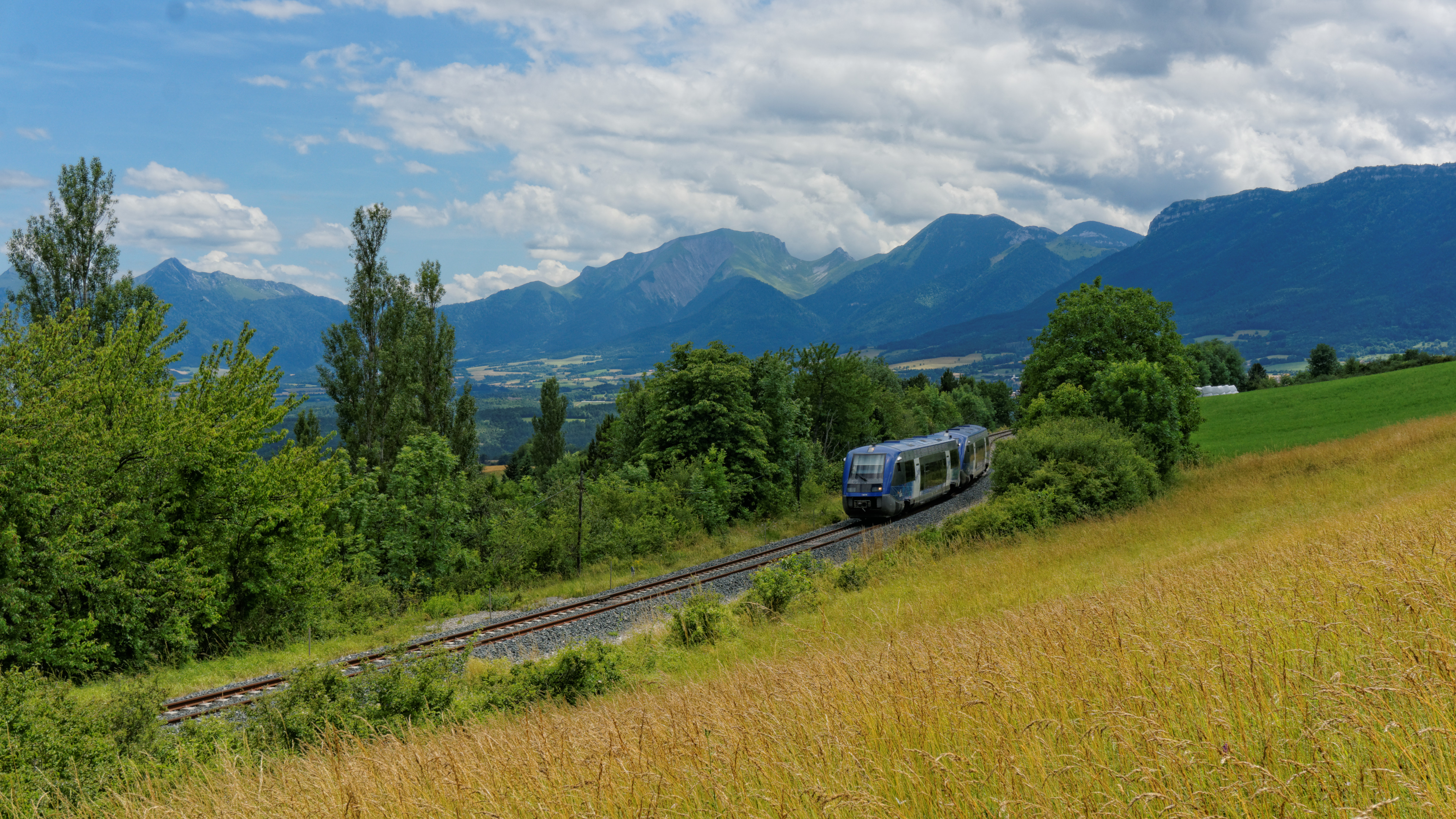
TER Gap - Grenoble près de l'ancienne gare de Saint-Michel-les-Portes.

Rattaché à la communauté de communes du Trièves, le village de Saint-Michel-les-Portes est établi dans une position remarquable, à 900 m d'altitude, face au mont Aiguille (2 087 m), et dominant le vaste plateau du Trièves, jusqu'à l'Obiou. Le territoire de la commune fait partie du parc naturel régional du Vercors. Le village est dominé au nord par le roc de Cognière (antécime du rocher du Baconnet, 1 808 m), au sud par l'Aubeyron (1 553 m) et la tête de Papavet (1 450 m), et à l'ouest par la cime altière du Grand Veymont (2341 m), point culminant de la barrière orientale du Vercors.

### Géologie
Sites géologiques remarquables
En 2014, plusieurs sites géologiques remarquables sont classés à l'« Inventaire du patrimoine géologique » :
- la « butte témoin du Mont Aiguille » est un site d'intérêt géomorphologique de 25,68 hectares sur les communes de Saint-Martin-de-Clelles, Saint-Michel-les-Portes et Chichilianne (Le Mont-Aiguille). Il est classé « deux étoiles » à l'« Inventaire du patrimoine géologique » ;
- l'« éboulis froid du Pas de la Selle » est un site d'intérêt géomorphologique de la commune de Saint-Michel-les-Portes, classé « deux étoiles » à l'« Inventaire du patrimoine géologique ».

### Communes limitrophes
- Saint-Martin-de-Clelles
- Monestier-de-Clermont
- Gresse-en-Vercors
- Chichilianne
- Roissard

### Climat
Pour des articles plus généraux, voir Climat d'Auvergne-Rhône-Alpes et Climat de l'Isère.
En 2010, le climat de la commune est de type climat des marges montargnardes, selon une étude du Centre national de la recherche scientifique s'appuyant sur une série de données couvrant la période 1971-2000. En 2020, Météo-France publie une typologie des climats de la France métropolitaine dans laquelle la commune est exposée à un climat de montagne ou de marges de montagne et est dans la région climatique  Alpes du sud, caractérisée par une pluviométrie annuelle de 850 à 1 000 mm, minimale en été. 
Pour la période 1971-2000, la température annuelle moyenne est de 9,6 °C, avec une amplitude thermique annuelle de 17,3 °C. Le cumul annuel moyen de précipitations est de 1 084 mm, avec 9,5 jours de précipitations en janvier et 6,1 jours en juillet. Pour la période 1991-2020, la température moyenne annuelle observée sur la station météorologique de Météo-France la plus proche, « Monestier », sur la commune de Monestier-de-Clermont à 6 km à vol d'oiseau, est de 9,9 °C et le cumul annuel moyen de précipitations est de 1 062,6 mm,. Pour l'avenir, les paramètres climatiques de la commune estimés pour 2050 selon différents scénarios d'émission de gaz à effet de serre sont consultables sur un site dédié publié par Météo-France en novembre 2022.

### Voie de communication et transport
La RN75, ancienne route royale vers la Provence, axe majeur traversant la commune, assure la liaison entre Grenoble et Sisteron. La ligne de Lyon-Perrache à Marseille-Saint-Charles, aujourd'hui empruntée par les TER Grenoble-Gap, traverse également la commune, avec le viaduc de Thoranne. Une ancienne gare est située au hameau de Gerbaud.

## Urbanisme

### Typologie
Au 1er janvier 2024, Saint-Michel-les-Portes est catégorisée commune rurale à habitat très dispersé, selon la nouvelle grille communale de densité à sept niveaux définie par l'Insee en 2022.
Elle est située hors unité urbaine. Par ailleurs la commune fait partie de l'aire d'attraction de Grenoble, dont elle est une commune de la couronne,. Cette aire, qui regroupe 204 communes, est catégorisée dans les aires de 700 000 habitants ou plus (hors Paris),.

### Occupation des sols
L'occupation des sols de la commune, telle qu'elle ressort de la base de données européenne d’occupation biophysique des sols Corine Land Cover (CLC), est marquée par l'importance des forêts et milieux semi-naturels (73,6 % en 2018), en augmentation par rapport à 1990 (71,8 %). La répartition détaillée en 2018 est la suivante : 
forêts (66,1 %), prairies (17 %), zones agricoles hétérogènes (9,4 %), espaces ouverts, sans ou avec peu de végétation (5,8 %), milieux à végétation arbustive et/ou herbacée (1,7 %). L'évolution de l’occupation des sols de la commune et de ses infrastructures peut être observée sur les différentes représentations cartographiques du territoire : la carte de Cassini (XVIIIe siècle), la carte d'état-major (1820-1866) et les cartes ou photos aériennes de l'IGN pour la période actuelle (1950 à aujourd'hui).

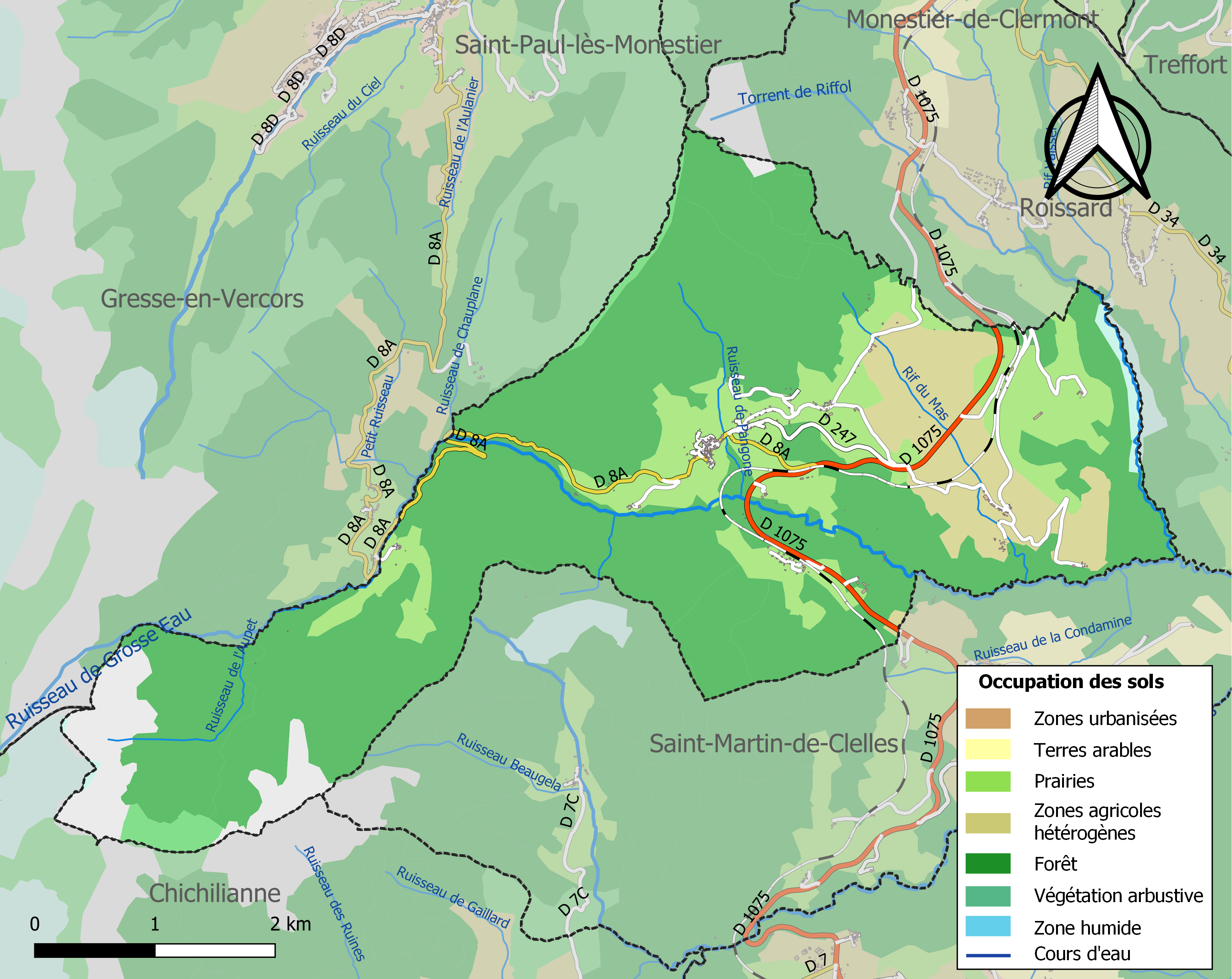
Carte des infrastructures et de l'occupation des sols de la commune en 2018 (CLC).

### Lieux-dits et écarts
- Les Portes, chef-lieu de la commune (à 889 m)
- Thoranne, ancienne commune jusqu'en 1837 (790 m)
- Hameaux de Vicaire et de Saint-Michel (770 m)
- Hameau de Savouraire (915 m)
- Hameau des Granges (810 m)
- Hameau des Pellas (1 100 m), face à la Bâtie de Gresse
- Hameau de Gerbaud (815 m), ancienne station de Saint-Michel-les-Portes
- Hameau de Chenicourt (685 m).

### Risques naturels et technologiques

#### Risques sismiques
L'ensemble du territoire de la commune de Saint-Michel-les-Portes est situé en zone de sismicité n°3, comme la plupart des communes de son secteur géographique. Elle se situe cependant au sud de la limite d'une zone sismique classifiée de « moyenne ».
| Type de zone | Niveau            | Définitions (bâtiment à risque normal) |
| ------------ | ----------------- | -------------------------------------- |
| Zone 3       | Sismicité modérée | accélération = 1,1 m/s2                |

## Histoire
Saint-Michel-les-Portes faisait partie de la vicomté du Trièves, dont le centre était le château de Bardonenche à Monestier-de-Clermont, au sein de l'ancienne province du Dauphiné. Malgré la proximité de Grenoble, la paroisse, comme tout l'ancien pays de Trièves, dépendait de l'évêché de Die, jusqu'à la Révolution française.
On a trouvé une tombe du Bronze au hameau de Gerbaud, près du chemin de fer. L'ancienne voie romaine de Grenoble à la Provence passait par le hameau de Saint-Michel, où se trouvait un relais de poste.
Au Moyen Âge, Saint-Michel et les Portes constituent la seigneurie de Saint-Michel-les-Portes, aux Bérenger de Morges. L'église de la paroisse se situait entre les deux villages, près de l'actuelle N75, elle a été détruite au cours des guerres de Religion, probablement en 1573, et n'est pas immédiatement reconstruite. En 1628 le siège de la paroisse est fixé aux Portes, ce qui entraîne des tensions entre les deux communautés : les habitants de Saint-Michel obtiendront l'édification d'une chapelle vers 1690.
Le village de Thoranne constitue une seigneurie qui appartient aux évêques de Die, avant de passer aux Bardonenche ; il y a un château dès 1060 et une chapelle castrale qui fait office d'église paroissiale.
En 1679, Alexandre de Bardonenche unit les deux seigneuries, et reconstruit le château de Thoranne. Celui-ci sera probablement détruit à la Révolution, il n'en reste pas pierre sur pierre. En 1790, deux communes naissent : Saint-Michel-les-Portes et Thoranne. Cette dernière, dépeuplée, sera rattachée en 1839.
Les Portes est ravagé par deux incendies, en 1762 et 1877 ; c'est alors que la plupart des maisons sont reconstruites en style dauphinois, avec des toitures à quatre pentes, donnant au village une grande unité.
Au XIXe siècle, le tracé de la route royale, avec le pont de Saint-Michel, le chemin de fer, avec le viaduc de Thoranne, en 1878, et l'ouverture de la route de Gresse par le col de l'Allimas (1334 m), ouvre la commune au tourisme. Il y a alors deux hôtels pour les excursionnistes, le Grand Hôtel Maurice en face de l'église, et l'Hôtel Terrier qui deviendra le Soleil levant et abritera le "bureau des guides du Mont Aiguille".
En 1952, le tronçon de la N75 entre Saint-Michel et le pont est emportée par un important éboulement des marnes qui dominent le ruisseau de Grosse-Eau, affluent de l'Ebron. L'Équipement crée alors 7 kilomètres de contournement sur un haut remblai - une première technique - plus à l'ouest, longeant plus au moins la voie ferrée, rapprochant le village des Portes, tandis que le hameau de Saint-Michel devient un cul-de-sac.
Histoire du fer :
- En 1655 existaient à Saint-Michel-les-Portes  des fourneaux et martinets exploités par un certain Reymond-Faure, dit Perier. L'établissement traitait le minerai de Mens.
- En 1739, les présidents Antoine de Tencin et Joseph de Barral, cousins germains et exploitants, l'un, le haut fourneau de Brignoud, et l'autre, les forges d'Allevard, vont former avec l'évêque de Die, Daniel de Cosnac, une société d'exploitation des forêts du Vercors pour fournir le charbon de bois à leur fabrique de fer des Portes à laquelle ils ajouteront d'autres "artifices". La société cessera l'exploitation en 1746.

## Politique et administration

### Liste des maires
| Période                                  | Période  | Identité             | Étiquette | Qualité                    |
| ---------------------------------------- | -------- | -------------------- | --------- | -------------------------- |
| 2001                                     | 2020     | Jean-Bernard Bellier | DVG       | Fonctionnaire              |
| 2020                                     | En cours | Joël Zoppé           |           | Ingénieur, cadre technique |
| Les données manquantes sont à compléter. |          |                      |           |                            |

## Population et société

### Démographie
L'évolution du nombre d'habitants est connue à travers les recensements de la population effectués dans la commune depuis 1793. Pour les communes de moins de 10 000 habitants, une enquête de recensement portant sur toute la population est réalisée tous les cinq ans, les populations de référence des années intermédiaires étant quant à elles estimées par interpolation ou extrapolation. Pour la commune, le premier recensement exhaustif entrant dans le cadre du nouveau dispositif a été réalisé en 2005.

En 2022, la commune comptait 283 habitants, en évolution de +5,2 % par rapport à 2016 (Isère : +3,07 %, France hors Mayotte : +2,11 %).
| 1793 | 1800 | 1806 | 1821 | 1831 | 1836 | 1841 | 1846 | 1851 |
| ---- | ---- | ---- | ---- | ---- | ---- | ---- | ---- | ---- |
| 440  | 438  | 378  | 439  | 409  | 413  | 504  | 512  | 504  |

| 1856 | 1861 | 1866 | 1872 | 1876 | 1881 | 1886 | 1891 | 1896 |
| ---- | ---- | ---- | ---- | ---- | ---- | ---- | ---- | ---- |
| 502  | 509  | 504  | 502  | 512  | 502  | 409  | 412  | 369  |

| 1901 | 1906 | 1911 | 1921 | 1926 | 1931 | 1936 | 1946 | 1954 |
| ---- | ---- | ---- | ---- | ---- | ---- | ---- | ---- | ---- |
| 343  | 328  | 303  | 255  | 257  | 224  | 213  | 160  | 179  |

| 1962 | 1968 | 1975 | 1982 | 1990 | 1999 | 2005 | 2006 | 2010 |
| ---- | ---- | ---- | ---- | ---- | ---- | ---- | ---- | ---- |
| 110  | 112  | 85   | 96   | 107  | 143  | 171  | 180  | 248  |

| 2015 | 2020 | 2022 | - | - | - | - | - | - |
| ---- | ---- | ---- | - | - | - | - | - | - |
| 268  | 287  | 283  | - | - | - | - | - | - |

### Enseignement
La commune est rattachée à l'académie de Grenoble.

### Médias
Le quotidien régional le Dauphiné libéré présente, dans son édition locale Grenoble-Vercors, un ou plusieurs articles à l'actualité de la communauté de communes, du canton, ainsi que des informations sur les éventuelles manifestations locales, les travaux routiers, et autres événements divers à caractère local au niveau de la commune.
La commune est située sur l'aire de diffusion de radio Ici Isère, une radio publique qui émet sur tout le territoire du département de l'Isère.

### Cultes
L'église de  Saint-Michel-les-Portes est rattachée à la paroisse « Notre Dame d'Esparron » qui couvre 28 autres églises du secteur et dont elle abrite la maison paroissiale. cette paroisse dépend de la Doyenné « Montagnes Sud » et du diocèse de Grenoble-Vienne.

## Équipement sportif
- Parcours Aventure Trièves (parcours acrobatique dans les arbres, le plus grand de France).
- Alpinisme, point de départ pour l'ascension du Mont Aiguille.
- Randonnées dans le Trièves.
- Sports d'hiver à Gresse-en-Vercors.

## Culture et patrimoine

### Lieux et monuments
Patrimoine religieux :

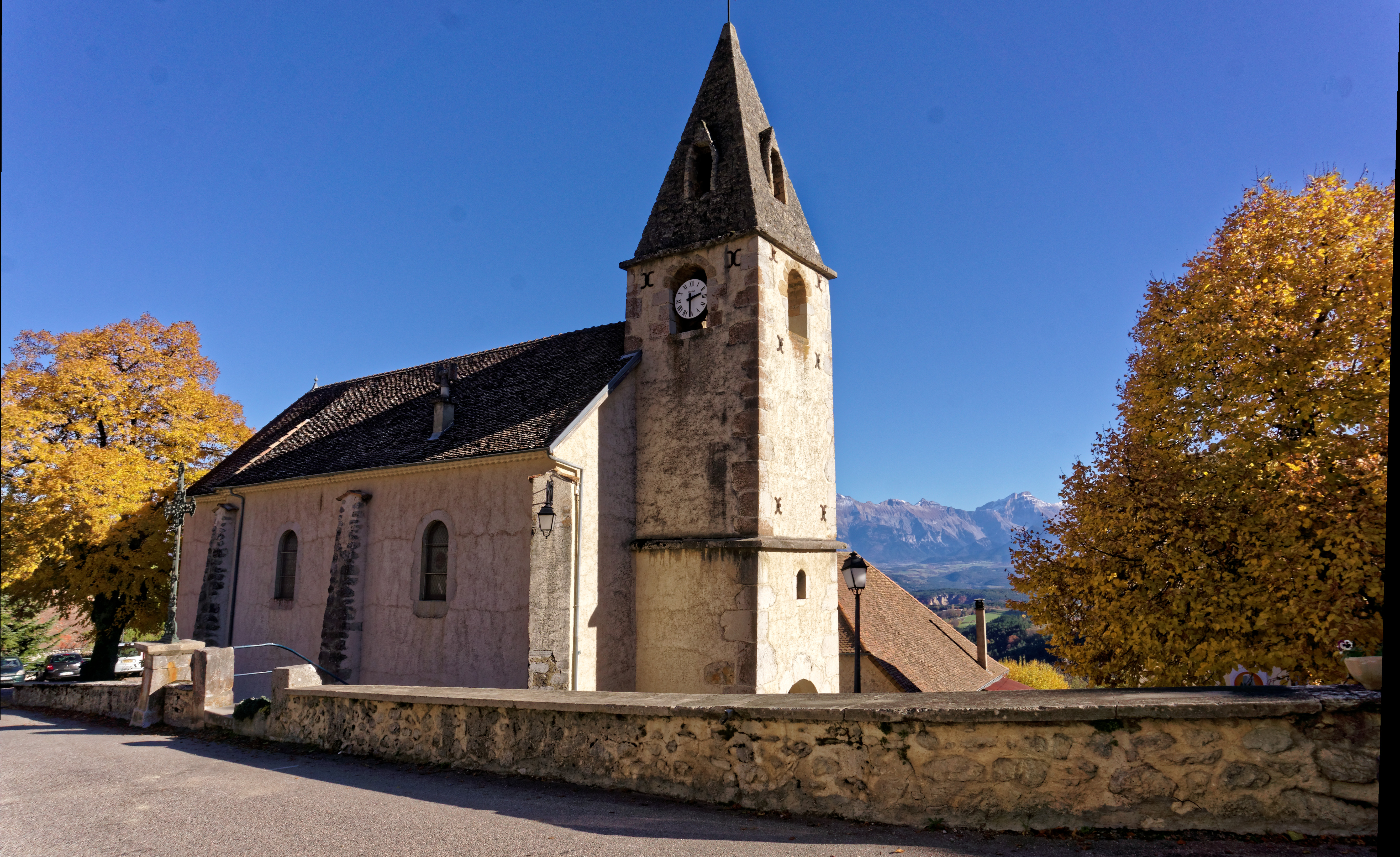
Église de Saint-Michel-les-Portes

- Église Saint-Michel, au village des Portes. Édifice bâti au XVIIIe siècle, nef reconstruite vers 1850, clocher-porche et chœur conservés. À l'intérieur, Vierge à l'Enfant en tilleul du XVIIIe siècle, et boiseries du chœur XIXe siècle données par les moines de la Grande Chartreuse. Elle remplace une chapelle dédiée à Sainte-Anne élevée par les Portillons à la suite de la destruction de l'ancienne église paroissiale lors des guerres de Religion.
- Chapelle Saint-Michel, au hameau Saint-Michel, érigée vers 1695, privée.
- Chapelle Saint-Antoine de Thoranne, érigée vers 1670, rénovée en 1780. Elle remplace une chapelle castrale et fut le centre de la communauté de Thoranne, avec son cimetière, jusqu'en 1837.

### Patrimoine civil
- La Bâtie d'Ambel, simple maison-forte reconstruite au XVIIe siècle.
- L'ancien château fort de Thoranne, mentionné dès 1060, aux évêques de Die, puis aux Bardonenche, dont on ignore l'emplacement précis.
- Maison forte de Chenicourt, XVIe siècle, isolée au bord du ravin de Grosse Eau, ayant appartenu à la famille Odde de Bonniot.
- Motte castrale de Darne.
- Manoir de Saint-Michel, ancien relais de poste, avec des éléments XVIIe – XVIIIe siècles.
- Ancien moulin de Saint-Michel, au pont de Saint-Michel.

### Héraldique
|  | Saint-Michel-les-Portes possède des armoiries dont l'origine et le blasonnement exact ne sont pas disponibles. |